# Andrea Lindlohr

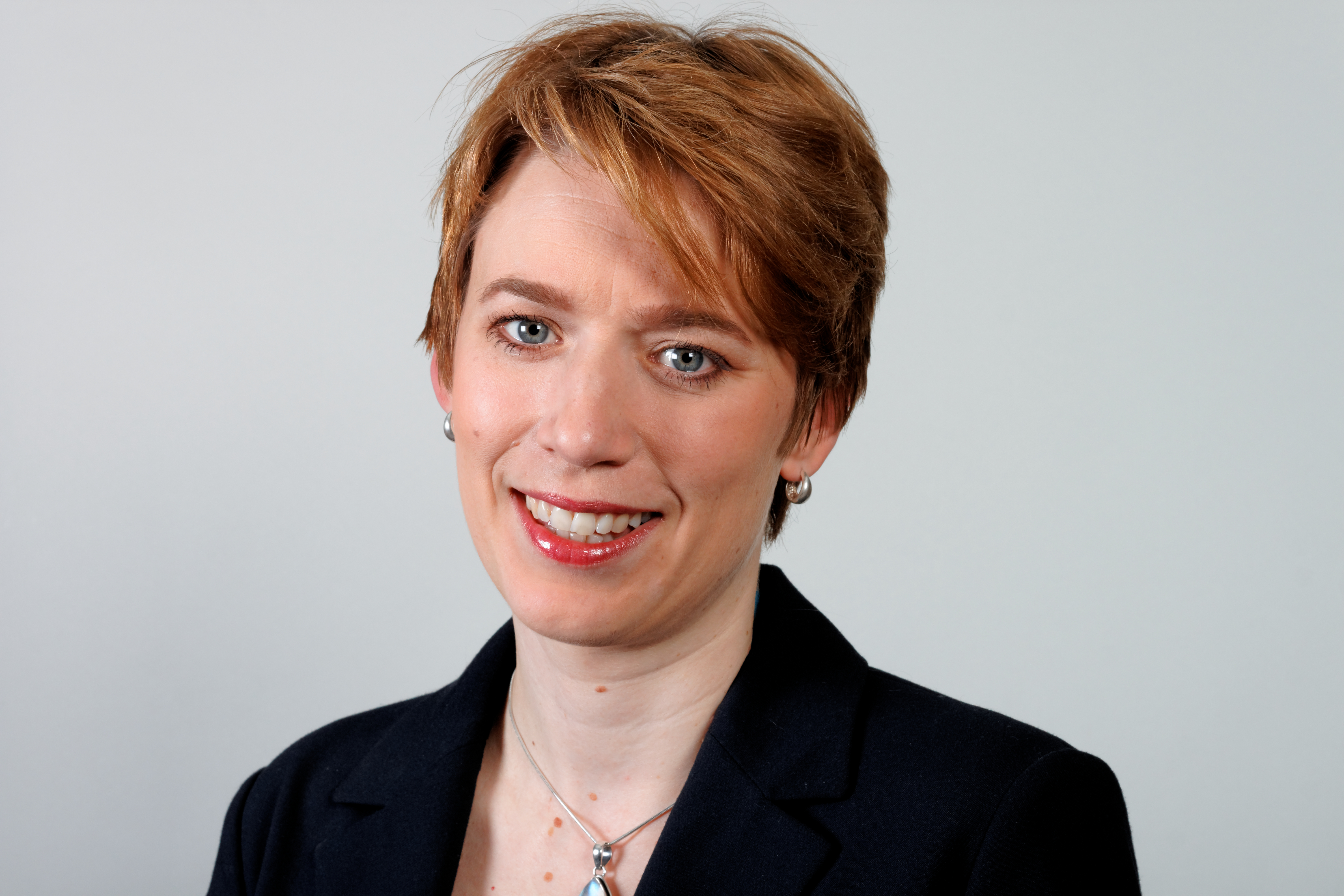
Andrea Lindlohr (2013)

Andrea Lindlohr (* 19. Februar 1975 in Königswinter) ist eine deutsche Politikerin (Bündnis 90/Die Grünen). Sie ist seit 2011 Mitglied des baden-württembergischen Landtags und seit 2021 Staatssekretärin im baden-württembergischen Ministerium für Landesentwicklung und Wohnen.

## Ausbildung und Beruf
Andrea Lindlohr wuchs in Erpel auf und machte das Abitur 1994 in Linz am Rhein. Anschließend studierte sie Politikwissenschaft und Soziologie in Tübingen und Leicester und schloss das Studium als Magistra Artium ab. Ihre Schwerpunkte im Studium waren Politische Wirtschaftslehre und Vergleichende Wohlfahrtsstaatsforschung. Von 2002 bis 2011 war sie in der Fraktion der Grünen Parlamentarische Beraterin im Landtag für Wirtschaft und Arbeit, seit 2006 auch für Energie.

## Politische Tätigkeit
Seit 1998 ist Andrea Lindlohr Mitglied der Grünen. Sie gehörte von 1998 bis 2002 dem Kreisvorstand Tübingen und von 2005 bis 2008 dem Kreisvorstand Stuttgart an. Seit 2009 ist sie Mitglied im Kreisvorstand der Esslinger Grünen. Seit 2003 ist sie Mitglied des Landesvorstands der Grünen Baden-Württemberg.
Bei der Landtagswahl 2006 kandidierte sie im Landtagswahlkreis Stuttgart III; sie war die landesweit jüngste Kandidatin der Grünen. Bei der Bundestagswahl 2009 trat sie im Bundestagswahlkreis Esslingen an.
Bei der Landtagswahl 2011 errang sie ein Zweitmandat im Landtagswahlkreis Esslingen und wurde stellvertretende Fraktionsvorsitzende der grünen Fraktion im Landtag. Nachdem die Mitglieder des Kabinetts Kretschmann I benannt wurden und so einige Grüne ihre Bundestagsmandate niederlegen mussten, stand Lindlohr auf der Liste der Nachrücker für den Deutschen Bundestag. Sie lehnte es jedoch ab, da sie im Landtag bleiben wollte.
Im Landtag gehörte sie in der 15. Wahlperiode (2011–2016) dem Präsidium, dem Finanz- und Wirtschaftsausschuss, dem Ständigen Ausschuss, und dem Untersuchungsausschuss EnBW-Deal an.
Bei der Landtagswahl 2016 erhielt sie 32,3 Prozent der Stimmen und damit das Direktmandat im Landtagswahlkreis Esslingen. In der 16. Wahlperiode gehört sie im Landtag dem Präsidium, dem Ausschuss für Wirtschaft, Arbeit und Wohnungsbau sowie dem Ausschuss für Finanzen an. Sie ist Mitglied im Ausschuss nach Artikel 62 der Verfassung (Notparlament). Andrea Lindlohr ist stellvertretende Fraktionsvorsitzende und Vorsitzende des Arbeitskreises Wirtschaft, Arbeit und Wohnungsbau ihrer Fraktion und zudem deren wirtschaftspolitische Sprecherin.
Bei der Landtagswahl 2021 erhielt sie 35,7 Prozent der Stimmen und damit erneut das Direktmandat im Landtagswahlkreis Esslingen. Seit Mai 2021 ist sie im Kabinett Kretschmann III Staatssekretärin im Ministerium für Landesentwicklung und Wohnen.

## Ehrenamtliches Engagement
Andrea Lindlohr ist Kuratoriumsmitglied der Stiftung Lebenshilfe Esslingen und Vorsitzende des Fördervereins der Volkshochschule Esslingen e.V. Zudem ist sie Mitglied des Kuratoriums der Landesakademie des Handwerks, der Vereinigung der Freunde der Universität Tübingen e. V., der Heinrich-Böll-Stiftung Baden-Württemberg und der Amnesty International.

## Familie und Privates
Andrea Lindlohr ist römisch-katholisch, verheiratet und hat ein Kind. Sie wohnt in Esslingen.